# 林超 (1915年)
林超（1915年—1991年），男，山东郓城人，中华人民共和国政治人物，曾任云南省革命委员会副主任，云南省人民政府副省长。